# My White Bicycle
"My White Bicycle" is een nummer geschreven door Keith West en Ken Burgess. Het was de debuutsingle van Tomorrow.

## Achtergrond en opname
Volgens Tomorrow-drummer John 'Twink' Alder is het nummer geïnspireerd door de Dutch Provos, een anarchistische groep in Amsterdam die een deel fietsensysteem introduceerde: "Ze hadden witte fietsen in Amsterdam en die lieten ze overal in de stad achter. En als je ergens heen ging en een fiets nodig had, pakte je gewoon de fiets, ging je ergens heen en liet je hem gewoon achter. Wie de fietsen nodig had, pakte ze en liet ze achter als ze klaar waren."
De groep nam "My White Bicycle" op in Abbey Road studio 1, tegelijkertijd met de opnames van Sgt. Pepper's Lonely Hearts Club Band in studio 2 van The Beatles, en John Lennon kwam de studio binnen terwijl Tomorrow aan het opnemen was. Lennon schreef in het Britse internationale muziektijdschrift Melody Maker dat hij het nummer beschouwde als het "psychedelische anthem", en het nummer werd vervolgens een undergroundhit. 
Voor het fluitsignaal op het nummer ging de band de straat op voor Abbey Road Studios en vroeg een politieagent om binnen te komen en op zijn fluitje in de microfoon te blazen, ondanks het feit dat de bandleden allemaal illegale drugs rookten tijdens de sessie.